# إثيل سنودن
إثيل سنودن (بالإنجليزية: Ethel Snowden)، زوجة الفيكونت سنودن (وُلدت باسم إثيل أناكن؛ 8 سبتمبر 1881 - 22 فبراير 1951)، اشتراكية بريطانية وناشطة في مجال حقوق الإنسان وسياسية النسوية. تعود إلى خلفية من الطبقة المتوسطة، أصبحت اشتراكية مسيحية بواسطة مبشر راديكالي، وعززت في البداية الاعتدال والامتناع عن شرب المسكرات في الأحياء الفقيرة في ليفربول. انضمت إلى الجمعية الفابية ولاحقًا حزب العمل المستقل، وحصلت على دخل من خلال المحاضرة في بريطانيا وخارجها. كانت سنودن واحدة من أبرز الناشطين في حق الاقتراع للنساء قبل الحرب العالمية الأولى، ومن ثم في تأسيس حملة السلام النسائية لمعارضة الحروب والدعوة إلى السلام عن طريق التفاوض. وبعد زيارة للاتحاد السوفييتي وجهت انتقادات قوية لنظامها، الأمر الذي جعلها غير شعبية عندما رُحلت إلى الجانب الأيسر في بريطانيا.
تزوجت سنودن من السياسي البارز في حزب العمال والمستشار المستقبلي للخزانة، فيليب سنودن. ارتقت بالمقياس الاجتماعي في عشرينيات القرن الماضي، ما يسرها كثيرًا، ورحبت بتعيينها كمديرة لهيئة الإذاعة بي بي سي ومديرة لدار الأوبرا الملكية. على الرغم من أن زوجها حصل على رتبة الفيكونت، قل وجود المال وتولت هي مهمة الرعاية به، بعد وفاته، استأنفت تنظيم حملات الاعتدال بالإضافة إلى العمل الصحفي. كانت تميل إلى أن تكون متحدثةً عامةً مثيرةً للجدل، التي تولّت المشروع بحماس وناضلت من أجله متجاهلةً كل ما يقف في طريقها؛ قيل لها أن «اللباقة أو التعقل غريبان على طبيعتها».

## نشأتها
كانت إثيل أناكن ابنة ريتشارد أناكن، مقاول بناء. أصبح والدها أيضًا منخرطًا في السياسة وعمل فيما بعد كعضو في بلدية هاروغيت، وأصبح عمدة البلدة في 1930-1931. وصفها كاتب سيرة فيليب سنودن، كولين كروس بأنها «امرأة ذات إرادة قوية وتبدو رائعة المظهر». تدربت كمدرسة في كلية إيدج هيل في ليفربول، على الرغم من انضمامها إلى جماعة المبشر الراديكالي الكاهن الدكتور سي. إف. أكيد؛ أصبحت اشتراكية بعد الاستماع إلى خطبته عن «هل يمكن أن يكون الرجل مسيحيًا مقابل جنيه إسترليني واحد في الأسبوع؟» وانضمت مع أكيد إلى العمل الاجتماعي في الأحياء الفقيرة في ليفربول لتعزيز الامتناع عن شرب المسكرات. وانضمت أيضًا إلى الجمعية الفابية.
وبحسب زوجها المستقبلي، السياسي في حزب العمال فيليب سنودن، فقد اجتمعا في الاجتماع الفابي في ليدز على الأرجح في عام 1903، على الرغم من أن ماري أغنيس هاملتون تصورت أنهما التقيا في بيت برادفورد التابع لويليام ومارثا ليتش. هاروغيت، وهي مدينة المنتجعات لا تعتمد على صناعة الطحن، كانت تُعتبر منطقة لذوي الطبقة العليا وكان من النادر لشخص من خلفية إثيل أن يكون اشتراكيًا. أخذت محاضرتها الأولى نيابةً عن حزب العمال المستقل في يوركشاير في معهد كيغلي لابور في سبتمبر 1903، ربما نُظمت من قبل سنودن. في عام 1904 بدأت العمل بصفتها مدرسة في مدرسة والفيردن في نلسون، لانكشاير التي كانت على بعد 9 أميال فقط من منزل سنودن في كولينغ، وأصبحت زائرةً منتظمة، على الرغم من أن مارثا والدة فيليب سنودن لم تتمكن من الالتزام بمقابلتها، معتقدة أنها مغرورة ومتعالية.

## وصلات خارجية
- أعمال أو نبذة عن إثيل سنودن على أرشيف الإنترنت